# Wim Knuttel

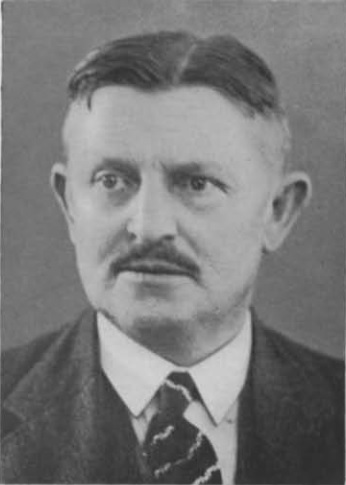
W.P.C. Knuttel

Willem Pieter Cornelis (Wim) Knuttel (Leiden, 10 juni 1886 – Velp, 15 november 1974) was een Nederlands architect met een grote mate van sociale betrokkenheid, zoals in zijn werk naar voren komt.
Hij is de zoon van architect Daniël Eduard Cornelis Knuttel en Anna Elisabeth Roosenburg.
Knuttel was getrouwd met Margaretha Hemmes (1890-1974) en kreeg drie kinderen.
Nadat hij in 1905 het diploma HBS-A had behaald, ging hij bouwkunde studeren aan de TH Delft. In 1910 studeerde hij af als ingenieur. In 1911 vestigde Knuttel zich als architect in Deventer. Eerst samen met J.D. Gantvoort, maar vanaf 1916 zelfstandig. Hij was ook actief als bestuurslid van diverse organisaties. In 1960 werd hij benoemd tot Officier in de Orde van Oranje-Nassau. In 1966 ontving hij van de provincie Overijssel de Geert Groote Prijs uit handen van de commissaris van de Koningin.

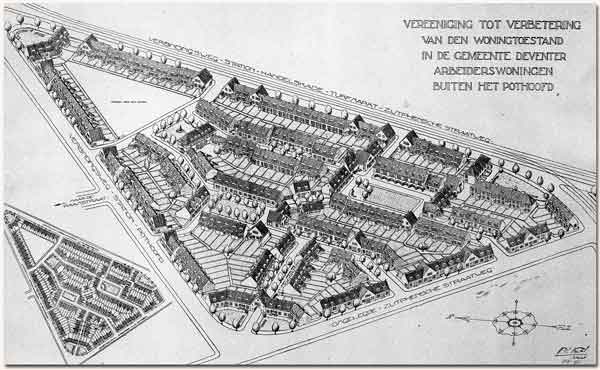
Het ontwerp van Knutteldorp, gebouwd tussen 1919 en 1923
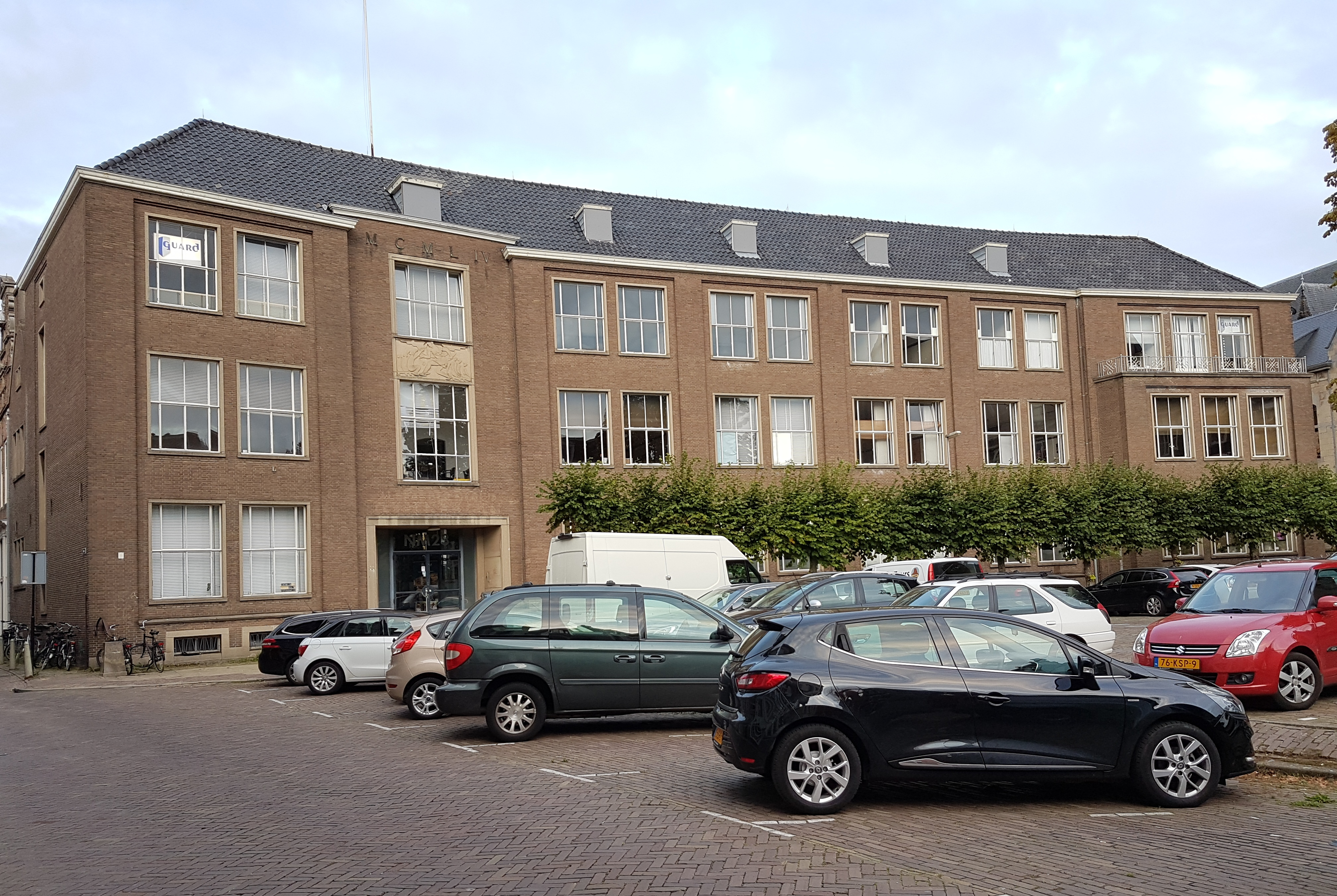
Alexander Hegius-Gymnasium, geopend in 1954

## Ontwerpen (selectie)
- Het Knutteldorp (334 arbeiderswoningen in een tuinstad-achtige wijk) te Deventer
- 500 nutswoningen te Den Haag
- Het eerste flatgebouw van Deventer (1953), aan de Rembrandtkade
- Alexander Hegius-Gymnasium, Deventer (1954), met zoon Daniël Knuttel
- De renovatie (nieuw na sloop) van het Jordenshof te Deventer
- Vele villa's in Deventer, Diepenveen, Schalkhaar, Gorssel, Holten
- Kerk en vakantiehuis (doopsgezind) in Schoorl en in Elspeet.
- Complex Akkerstraat Vught (rijksmonument)